# Lama (Barcelos)
Lama ist eine Gemeinde (Freguesia) im nordportugiesischen Kreis Barcelos. In ihr leben 1164 Einwohner (Stand 19. April 2021).